# Botschaft von Bosnien und Herzegowina in Berlin

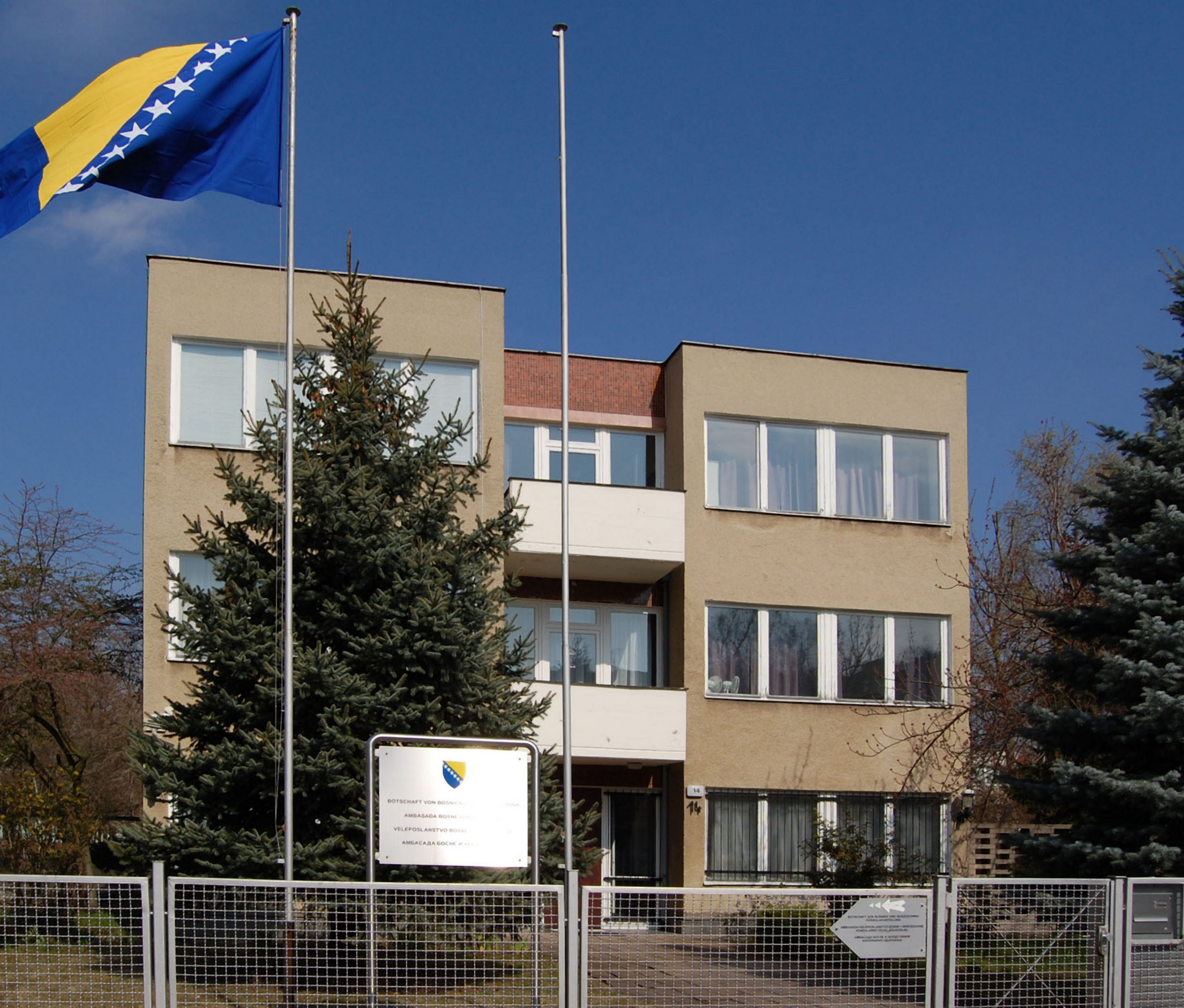
Botschaftsgebäude in der Ibsenstraße 14

Die Botschaft von Bosnien und Herzegowina in Berlin (bosnisch Ambasada Bosne i Hercegovine, serbisch-kyrillisch Амбасада Босне и Херцеговине, kroatisch Veleposlanstvo Bosne i Hercegovine) ist der Hauptsitz der diplomatischen Vertretung Bosnien und Herzegowinas in Deutschland. Das Botschaftsgebäude befindet sich in der Ibsenstraße 14 im Ortsteil Prenzlauer Berg des Bezirks Pankow.
Botschafter ist seit dem 24. August 2023 Damir Arnaut.
Der Botschaft in Berlin unterhält Generalkonsulate in Frankfurt am Main, München und Stuttgart sowie ein Honorarkonsulat in  Leipzig.

## Geschichte der diplomatischen Beziehungen
Am 3. März 1992 erklärte die Teilrepublik Bosnien und Herzegowina ihren Austritt aus dem Staatsverband Jugoslawiens und ihre Unabhängigkeit als Republik Bosnien und Herzegowina. Am 13. November 1992 nahmen Bosnien und Herzegowina und die Bundesrepublik Deutschland diplomatische Beziehungen auf. Die erste Botschaft des neuen Staates bezog ein Haus in der Sankt-Augustinus-Straße 16 im Bonner Ortsteil Alt-Godesberg. Der Umzug nach Berlin erfolgte im April 2000 nach dem Umbau eines in der DDR-Zeit errichteten Gebäudes.

## Botschafter
- 2008; Tomislav Limov
- 2012: Edin Dilberović
- 23. September 2015: Źeljko Janjetović[4]
- 19. Oktober 2018: Ankica Gudeljević[5]
- 7. Mai 2019: Jadranka Winbow[6]
- 24. August 2023: Damir Arnaut[7]

## Gebäude
Noch in den 1940er Jahren befand sich keinerlei Bebauung an dieser Stelle, das Berliner Adressbuch weist hier beispielsweise 1940 einen Kohlenlagerplatz aus. In der Nachbarschaft (Ibsenstraße 17) hatte sich eine Gemeindeschule etabliert.
Das dreietagige würfelförmige Haus auf der Nordseite der Straße entstand 1973/74 als Einzelgebäude. Es handelt sich um einen von 25 nahezu gleichartigen Plattenbauten entlang der Ibsen-, Gotland- und Stavangerstraße sowie der Esplanade, der für diplomatische Vertretungen verschiedener Staaten errichtet wurde, nachdem diese die DDR anerkannt hatten. Im Gebäude befand sich in der DDR-Zeit die Residenz des brasilianischen Botschafters.
Der Haustyp wurde vom Architekten Eckart Schmidt entworfen. Das dreigeschossige Gebäude vom Typ Pankow III besteht aus zwei gegeneinander verschobenen Flügeln mit dazwischenliegendem Treppenhaus. Es besitzt nördlich und südlich Balkons und steht auf einem etwa 40 m × 46 m großen Grundstück. 